# B102 (België)
De B102 was een kleine Belgische weg (bretelle) die de halve afrit 6 van de R1 met de N70 verbindt. De weg liep geheel in de stad Antwerpen, in het stadsdeel Linkeroever.

## Oosterweelwerken
Sedert de heraanleg van de parallelwegen van de E34 tussen Linkeroever en Burcht (Zwijndrecht) werd de B102 overbodig. Het stadsdeel wordt nu ontsloten via een nieuw parallelweg-afritten complex. De voormalige B102 werd opgebroken en bestaat niet meer.
B101 · B102 · B201 · B202 · B401 · B402 · B403 · B404 · B501 · B601 · B602 · B901